# 1174-es busz
Az 1174-es jelzésű autóbuszvonal távolsági autóbuszjárat Budapest és Kaposvár között, melyet a Volánbusz Zrt. lát el.

## Közlekedése
Budapest, Népliget és Kaposvár, Autóbusz-állomás között közlekedik, Tabon keresztül. Tekinthető az 1176-os busz párjának is.
A két végállomás között naponta egy járatpár szállítja az utasokat. Tanév tartama alatt a hetek első munkanapját megelőző napon Siófok – Székesfehérvár és Székesfehérvár – Kaposvár között, tanév tartama alatt a hetek utolsó munkanapján Siófok és Budapest között is közlekednek járatok.
A járat menetideje Kaposvár felé 4 óra 30 perc, Budapest felé 4 óra 15 perc. Útvonalának hossza Kaposvár felé 202,7 km, Budapest felé 197,5 km.
A járatok többségére kiegészítő jegy vásárlása kötelező.

## Megállóhelyei
| 1174 (Budapest – Székesfehérvár – Siófok – Igal – Kaposvár) | 1174 (Budapest – Székesfehérvár – Siófok – Igal – Kaposvár) | 1174 (Budapest – Székesfehérvár – Siófok – Igal – Kaposvár) | 1174 (Budapest – Székesfehérvár – Siófok – Igal – Kaposvár) | 1174 (Budapest – Székesfehérvár – Siófok – Igal – Kaposvár) | 1174 (Budapest – Székesfehérvár – Siófok – Igal – Kaposvár) | 1174 (Budapest – Székesfehérvár – Siófok – Igal – Kaposvár) | 1174 (Budapest – Székesfehérvár – Siófok – Igal – Kaposvár) |
| sz.                                                         | sz.                                                         | Megállóhely                                                 | sz.                                                         | sz.                                                         | sz.                                                         | Átszállási kapcsolatok |                                                             |
| ----------------------------------------------------------- | ----------------------------------------------------------- | ----------------------------------------------------------- | ----------------------------------------------------------- | ----------------------------------------------------------- | ----------------------------------------------------------- | --- | ----------------------------------------------------------- |
| 0                                                           |                                                             | Budapest, Népliget autóbusz-pályaudvar végállomás           | 35                                                          | 4                                                           |                                                             | 1, 1A 83 254E 901, 914, 914A, 918, 950, 950A 607, 608, 626, 627, 628, 629, 630, 631, 632, 633, 635, 636, 650, 653, 654, 655, 656, 657, 659, 660, 661, 679, 705 1080, 1081, 1085, 1087, 1090, 1092, 1094, 1110, 1111, 1113, 1115, 1120, 1121, 1125, 1131, 1134, 1136, 1172, 1173, 1175, 1176, 1177, 1183, 1184, 1185, 1188, 1189, 1193, 1194, 1205, 1212, 1215, 1216, 1229, 1251, 1253, 1254, 1257, 1268 |                                                             |
| 1                                                           |                                                             | Budapest, Petőfi híd, budai hídfő                           | 34                                                          | 3                                                           |                                                             | 4, 6 153, 154, 212, 212A, 212B 918 1172, 1173, 1175, 1176, 1177, 1183, 1184, 1185, 1188, 1189, 1193, 1194, 1205, 1212, 1215, 1216, 1229, 1251, 1253, 1254, 1257 |                                                             |
| 2                                                           |                                                             | Budapest, Újbuda-központ                                    | 33                                                          | 2                                                           |                                                             | 4, 6, 17, 41, 47, 48, 56, 61 33, 58, 150, 150B, 153, 154, 212, 212A, 212B 973, 973A 1172, 1173, 1175, 1176, 1177, 1183, 1184, 1185, 1188, 1189, 1193, 1194, 1205, 1212, 1215, 1216, 1229, 1251, 1253, 1254, 1257 |                                                             |
| 3                                                           |                                                             | Budapest, Sasadi út                                         | 32                                                          | 1                                                           |                                                             | 8E, 40, 40B, 40E, 53, 87, 87A, 88, 88A, 108E, 139, 140, 140A, 150, 150B, 153, 154, 172, 173, 187, 188, 188E, 240, 272 908, 940, 941, 972 731, 760, 764 1187 1172, 1173, 1175, 1176, 1177, 1183, 1184, 1185, 1188, 1189, 1193, 1194, 1205, 1212, 1215, 1216, 1229, 1251, 1253, 1254, 1257 |                                                             |
| 4                                                           |                                                             | Székesfehérvár, Zombori út                                  | 31                                                          | ∫                                                           |                                                             | 17, 20, 22 707, 740, 747, 748, 749, 750, 751, 757, 758, 759 1172, 1173, 1189, 1205, 1215 |                                                             |
| 5                                                           |                                                             | Székesfehérvár, Király sor                                  | 30                                                          | ∫                                                           |                                                             | 14, 14G, 22, 23, 23E, 31E, 40, 41, 42, 43, 44 707, 740, 747, 748, 749, 750, 751, 757, 758, 759 1172, 1173, 1189, 1205, 1215 |                                                             |
| 6                                                           | 0                                                           | Székesfehérvár, autóbusz-állomás végállomás                 | 29                                                          | ∫                                                           | 6                                                           | 10, 10G, 11, 11A, 11G, 12, 12A, 12Y, 13G, 14, 14G, 15, 15Y, 26, 26A, 26C, 26G, 36, 37, 38, 40, 41, 42, 43, 44, 912 1172, 1173, 1205, 1215, 1507, 1510, 1512, 1529, 1563, 1706, 1707, 1735, 1758, 1803, 1808, 1809, 1822, 1823, 1824, 1826, 1841, 1842, 1843, 1845, 1846, 1853 707, 717, 740, 747, 748, 749, 750, 751, 758, 759, 5552, 7315, 8000, 8001, 8010, 8011, 8013, 8030, 8032, 8033, 8034, 8035, 8037, 8039, 8040, 8041, 8046, 8047, 8048, 8049, 8050, 8055, 8060, 8062, 8065, 8066, 8067, 8068, 8069, 8070, 8078, 8082, 8086, 8090, 8092, 8093, 8095, 8096, 8097, 8099, 8624 |                                                             |
| 7                                                           | ∫                                                           | Szabadbattyán, kálozi útelágazás                            | 28                                                          | ∫                                                           | 5                                                           | 1173, 1563, 1804, 1842 8050, 8055, 8060, 8062, 8065, 8066, 8067, 8068 |                                                             |
| 8                                                           | ∫                                                           | Polgárdi, kislángi elágazás                                 | 27                                                          | ∫                                                           | 4                                                           | 1173, 1563, 1804, 1842 8065, 8066, 8067 |                                                             |
| 9                                                           | ∫                                                           | Lepsény, Vasút utca                                         | 26                                                          | ∫                                                           | 3                                                           | 1173, 1563, 1804, 1842 8065, 8066, 8067, 8321 |                                                             |
| 10                                                          | ∫                                                           | Alsótekeres                                                 | 25                                                          | ∫                                                           | 2                                                           | 1563, 1564, 1592, 1740, 1742, 1842 7321, 8228, 8325 |                                                             |
| 11                                                          | ∫                                                           | Siófok (Szabadifürdő), vasúti megállóhely                   | ∫                                                           | ∫                                                           | 1                                                           | 1302, 1402, 1512, 1528, 1563, 1708, 1804, 1842 5358, 5458, 7324, 7325, 8228, 8325, 8326 S30, személyvonat, sebesvonat, InterRégió, Déli<-parti InterRégió, Déli->parti InterRégió, Vitorlás InterRégió, Panoráma expresszvonat, Jégmadár expresszvonat, Aranypart expresszvonat |                                                             |
| 12                                                          | 1                                                           | Siófok, autóbusz-állomás                                    | 24                                                          | 0                                                           | 0                                                           | 1, 2, 2A, 3, 4, 5, 6, 7, 8, 14, 14A, 18, 24, N2, N5 1172, 1177, 1302, 1402, 1499, 1506, 1512, 1528, 1563, 1564, 1592, 1593, 1708, 1740, 1742, 1804, 1842 5358, 5439, 5458, 5578, 5608, 5626, 5906, 5916, 5917, 6008, 6010, 6011, 6015, 6016, 6018, 6030, 6035, 6038, 6040, 6041, 6042, 6043, 6051, 6053, 6101, 7324, 7325, 8228, 8274, 8325, 8326 S30, személyvonat, sebesvonat, InterRégió, Déli<-parti InterRégió, Déli->parti InterRégió, Esti Csók InterRégió, Vitorlás InterRégió, Panoráma expresszvonat, Jégmadár expresszvonat, Aranypart expresszvonat, Ezüstpart expresszvonat, Aranyhíd expresszvonat, Napfürdő expresszvonat, Balaton InterCity, Tópart InterCity, Agram-Tópart nemzetközi InterCity, Adria nemzetközi InterCity |                                                             |
| 13                                                          | ∫                                                           | Siófok, városháza                                           | 23                                                          |                                                             |                                                             | 1, 4, 5, 6, 7, 8, 14, 14A, 18, 24, N2, N5 1593, 1708 5439, 5578, 5906, 5916, 5917, 6010, 6011, 6015, 6016, 6018, 6030, 6035, 6038, 6040, 6041, 6042, 6043, 6051, 6053, 6101, 8274 |                                                             |
| 14                                                          | ∫                                                           | Siófok, kórház                                              | 22                                                          |                                                             |                                                             | 4, 6, 7, 8, 14, 14A, 18, 24 1592, 1593, 1708, 1742 5906, 5916, 6016, 6030, 6035, 6038, 6040, 6041, 6042, 6043, 6051, 6053, 6101 |                                                             |
| 15                                                          | ∫                                                           | Siófok, Fokihegyi iskola                                    | 21                                                          |                                                             |                                                             | 5, 8, N5 1593, 1708 5906, 5916, 6016, 6030, 6035, 6038, 6040, 6041, 6042, 6043, 6051, 6053 |                                                             |
| 16                                                          | ∫                                                           | Siófok, (Balatonszéplak) felső vasúti megállóhely           | ∫                                                           |                                                             |                                                             | 5, 6, 8, N5 1593, 1708 5906, 5916, 6016, 6030, 6035, 6038, 6040, 6041, 6042, 6043, 6051, 6053 személyvonat, sebesvonat, InterRégió, Déli<-parti InterRégió, Déli->parti InterRégió, Vitorlás InterRégió, Jégmadár expresszvonat, Aranypart expresszvonat, Ezüstpart expresszvonat, Napfürdő expresszvonat |                                                             |
| 17                                                          | ∫                                                           | Siófok, (Balatonszéplak) alsó vasúti megállóhely            | ∫                                                           |                                                             |                                                             | 1, 14 1593, 1708 5906, 5916, 6016, 6030, 6035, 6038, 6040, 6041, 6042, 6043, 6051, 6053 személyvonat, sebesvonat, InterRégió, Déli<-parti InterRégió, Déli->parti InterRégió, Vitorlás InterRégió, Jégmadár expresszvonat, Aranypart expresszvonat, Napfürdő expresszvonat |                                                             |
| 18                                                          | ∫                                                           | Zamárdi, Endrédi patak                                      | ∫                                                           |                                                             |                                                             | 1593, 1708 5906, 5916, 6016, 6030, 6035, 6038, 6040, 6041, 6042, 6043, 6051, 6053 |                                                             |
| 19                                                          | ∫                                                           | Zamárdi, felső vasútállomás                                 | ∫                                                           |                                                             |                                                             | 1593, 1708 5906, 5916, 6016, 6030, 6035, 6038, 6040, 6041, 6042, 6043, 6051, 6053 személyvonat, sebesvonat, InterRégió, Déli<-parti InterRégió, Déli->parti InterRégió, Vitorlás InterRégió, Jégmadár expresszvonat, Napfürdő expresszvonat |                                                             |
| 20                                                          | 2                                                           | Zamárdi, vasúti megállóhely                                 | 20                                                          |                                                             |                                                             | 1177, 1402, 1499, 1506, 1528, 1592, 1593, 1708, 1742, 1842 5906, 5916, 6016, 6030, 6035, 6038, 6040, 6041, 6042, 6043, 6051, 6053, 6101 személyvonat, sebesvonat, InterRégió, Déli<-parti InterRégió, Déli->parti InterRégió, Vitorlás InterRégió, Jégmadár expresszvonat, Aranypart expresszvonat, Ezüstpart expresszvonat, Aranyhíd expresszvonat, Napfürdő expresszvonat, Balaton InterCity, Tópart InterCity, Agram-Tópart nemzetközi InterCity |                                                             |
| 21                                                          | ∫                                                           | Zamárdi, Kecskeméti utca                                    | ∫                                                           |                                                             |                                                             | 1593, 1708 5916, 6035, 6038, 6051 |                                                             |
| 22                                                          | ∫                                                           | Zamárdi, Csokonai köz                                       | ∫                                                           |                                                             |                                                             | 1593, 1708 5916, 6035, 6038, 6051 |                                                             |
| 23                                                          | ∫                                                           | Zamárdi, Kéktó kemping                                      | ∫                                                           |                                                             |                                                             | 1593, 1708 5916, 6035, 6038, 6051 |                                                             |
| 24                                                          | ∫                                                           | Szántód, rév bejárati út                                    | ∫                                                           |                                                             |                                                             | 1593, 1708 5916, 6035, 6038, 6051 |                                                             |
| 25                                                          | ∫                                                           | Szántód, Hattyú utca                                        | ∫                                                           |                                                             |                                                             | 1593, 1708 5916, 6035, 6038, 6051 |                                                             |
| 26                                                          | ∫                                                           | Szántód, vasúti átjáró                                      | ∫                                                           |                                                             |                                                             | 1593, 1708 5916, 6035, 6038, 6051 személyvonat, sebesvonat, InterRégió, Déli<-parti InterRégió, Déli->parti InterRégió, Vitorlás InterRégió, Jégmadár expresszvonat, Aranypart expresszvonat, Ezüstpart expresszvonat, Napfürdő expresszvonat |                                                             |
| 27                                                          | ∫                                                           | Balatonföldvár, szántódi elágazás                           | 19                                                          |                                                             |                                                             | 1177, 1402, 1499, 1506, 1528, 1592, 1593, 1742, 1842 5906, 5916, 6030, 6035, 6038, 6040, 6041, 6042, 6043, 6051, 6101 |                                                             |
| 28                                                          | ∫                                                           | Balatonföldvár, Mátyás király utca                          | ∫                                                           |                                                             |                                                             | 1402, 1499, 1506, 1528, 1592, 1593, 1742, 1842 5906, 5916, 6030, 6035, 6038, 6040, 6041, 6042, 6043, 6051 |                                                             |
| 29                                                          | ∫                                                           | Balatonföldvár, Központi Autóbusz-váróterem                 | 18                                                          |                                                             |                                                             | 1177, 1402, 1499, 1506, 1528, 1592, 1593, 1742, 1842 5906, 5916, 6030, 6035, 6038, 6040, 6041, 6042, 6043, 6051, 6072, 6101 |                                                             |
| 30                                                          | ∫                                                           | Kőröshegy, Kozma tér                                        | 17                                                          |                                                             |                                                             | 1593 5916, 6035, 6072 |                                                             |
| 31                                                          | ∫                                                           | Kereki, autóbusz-váróterem                                  | 16                                                          |                                                             |                                                             | 1593 5916, 6035, 6072 |                                                             |
| 32                                                          | ∫                                                           | Pusztaszemes, Bercsényi utca                                | 15                                                          |                                                             |                                                             | 1593 5916, 6035, 6072 |                                                             |
| 33                                                          | ∫                                                           | Kapoly, Kapolypuszta                                        | 14                                                          |                                                             |                                                             | 1172, 1593 5916, 5917, 6018, 6070, 6071 |                                                             |
| 34                                                          | ∫                                                           | Kapoly, Kapolymadaras                                       | 13                                                          |                                                             |                                                             | 1172, 1593 5916, 5917, 6070, 6071 |                                                             |
| 35                                                          | ∫                                                           | Nágocsi elágazás                                            | 12                                                          |                                                             |                                                             | 1172, 1593 5916, 5917, 6070, 6071 |                                                             |
| 36                                                          | ∫                                                           | Andocs, templom                                             | 11                                                          |                                                             |                                                             | 1172, 1593 5912, 5916, 5917, 6018, 6070, 6071 |                                                             |
| 37                                                          | ∫                                                           | Bonnya (Bonnyapuszta), autóbusz-váróterem                   | 10                                                          |                                                             |                                                             | 1172, 1593 5912, 5913, 5914, 5916, 5917, 6018 |                                                             |
| 38                                                          | ∫                                                           | Igal, fürdő                                                 | 9                                                           |                                                             |                                                             | 1172, 1593 5910, 5912, 5914, 5916, 5917, 5922, 5991 |                                                             |
| 39                                                          | ∫                                                           | Igal, takarékszövetkezet                                    | 8                                                           |                                                             |                                                             | 1172, 1176, 1593 5910, 5912, 5914, 5916, 5917, 5991 |                                                             |
| 40                                                          | ∫                                                           | Ráksi, templom                                              | 7                                                           |                                                             |                                                             | 1172, 1593 5910, 5912, 5913, 5914, 5916, 5917, 5991 |                                                             |
| 41                                                          | ∫                                                           | Magyaratád, Pázmány tér                                     | 6                                                           |                                                             |                                                             | 1172, 1593 5910, 5912, 5913, 5914, 5916, 5917 |                                                             |
| 42                                                          | ∫                                                           | Magyaratád, Rácegres                                        | 5                                                           |                                                             |                                                             | 1172 5910, 5912, 5913, 5914, 5916, 5917 |                                                             |
| 43                                                          | ∫                                                           | Kaposvár (Toponár), orci elágazás                           | 4                                                           |                                                             |                                                             | 81, 82, 83, 84 1172, 1176, 1593 5910, 5912, 5913, 5914, 5916, 5917, 5918 |                                                             |
| 44                                                          | 3                                                           | Kaposvár, Kaposvári Egyetem                                 | 3                                                           |                                                             |                                                             | 23, 81, 82, 83, 84, 89 1172, 1176, 1593 5910, 5912, 5913, 5914, 5916, 5917, 5918 |                                                             |
| 45                                                          | 4                                                           | Kaposvár, Kisgát                                            | ∫                                                           |                                                             |                                                             | 20, 21, 23, 26, 27, 82, 85 5606, 5910, 5914, 5916, 5923, 5924, 5931, 5934, 5935 |                                                             |
| 46                                                          | ∫                                                           | Kaposvár, ÁNTSZ                                             | 2                                                           |                                                             |                                                             | 20, 21, 23, 26, 27, 42, 47 1172, 1593 5606, 5910, 5912, 5913, 5914, 5916, 5918, 5922, 5923, 5924, 5925, 5928, 5932, 5934, 5935 |                                                             |
| 47                                                          | 5                                                           | Kaposvár, Füredi utca csomópont                             | 1                                                           |                                                             |                                                             | 13, 20, 21, 23, 27, 32, 33, 40, 41, 42, 47, 70, 71, 72, 73, 91 1172, 1175, 1592, 1593 5606, 5900, 5905, 5906, 5910, 5912, 5913, 5914, 5916, 5917, 5918, 5922, 5923, 5924, 5925, 5928, 5931, 5932, 5934, 5935, 5950, 5960, 5962, 5964, 5966, 5969, 5970, 5972, 5974, 5976, 5980, 5982, 5984, 5985, 5986, 5987, 5988, 5989, 5991, 6011, 6041 |                                                             |
| 48                                                          | 6                                                           | Kaposvár, Autóbusz-Állomás végállomás                       | 0                                                           |                                                             |                                                             | 12, 13, 20, 21, 23, 26, 27, 31, 32, 33, 40, 41, 42, 43, 44, 45, 46, 47, 51, 61, 62, 70, 71, 72, 73, 74, 75, 81, 82, 83, 84, 85, 86, 87, 88, 89, 90, 91 1172, 1175, 1176, 1503, 1569, 1578, 1579, 1592, 1593, 1641, 1665, 1668, 1673, 1725, 1742 5606, 5690, 5900, 5905, 5906, 5910, 5912, 5914, 5916, 5917, 5918, 5920, 5922, 5923, 5924, 5925, 5928, 5930, 5931, 5932, 5935, 5940, 5942, 5946, 5960, 5962, 5964, 5966, 5969, 5970, 5972, 5974, 5976, 5980, 5982, 5984, 5985, 5986, 5987, 5988, 5989, 5991, 6011, 6041 |                                                             |